# Pomnik żydowskich oficerów Wojska Polskiego
Pomnik żydowskich oficerów Wojska Polskiego – pomnik znajdujący się na cmentarzu żydowskim przy ulicy Okopowej w Warszawie, upamiętniający zamordowanie kilkuset żydowskich oficerów i intelektualistów w Katyniu, Miednoje i Charkowie.
Pomnik został odsłonięty 19 kwietnia 1997. Treść napisu w językach polskim, jidysz i hebrajskim brzmi: Pamięci Żydów oficerów Wojska Polskiego zamordowanych przez NKWD wiosną 1940 r. w Katyniu, Miednoje i Charkowie.
Pomnik zbudowany jest z granitu.